# Conan the Barbarian (2011)
Conan Barbaren är en amerikansk fantasyfilm som hade premiär den 17 augusti 2011. Filmen är baserad på Robert E. Howards karaktär Conan. Filmen är regisserad av Marcus Nispel och Jason Momoa spelar som huvudrollen Conan.

## Handling
Filmen handlar om berättelsen om Conan cimmeriern och hans äventyr över hela kontinenten Hyboria på hans strävan att hämnas på mordet av sin far och slakten av sin by. Men hans strävan som började som en personlig vendetta blir omvandlad till en episk kamp mot väldiga fiender, förskräckliga monster och mot omöjliga odds inser Conan att han är Hyborias enda hopp att förhindra ett ondskefullt imperium från att invadera landet och förslava dess invånare under dess övernaturliga underhuggare.

## Rollista (i urval)
- Jason Momoa – Conan cimmeriern
- Rachel Nichols – Tamara
- Stephen Lang – Khalar Zym
- Rose McGowan – Marique
- Bob Sapp – Ukafa
- Steven O'Donnell – Lucius
- Diana Lubenova – Cheren
- Leo Howard – Den unge Conan
- Yoana Petrova – Den unge Marique
- Ron Perlman – Corin
- Nonso Anozie – Artus
- Saïd Taghmaoui – Ela-Shan
- Milton Welsh – Remo
- Raad Rawi – Fassir
- Anton Trendafilov – Xaltotun
- Aysun Aptulova – Offer
- Daniel Rashev – Acolyte präst
- Borislav Iliev – En vild man
- Nathan Jones – Akhun